# استوبايوس

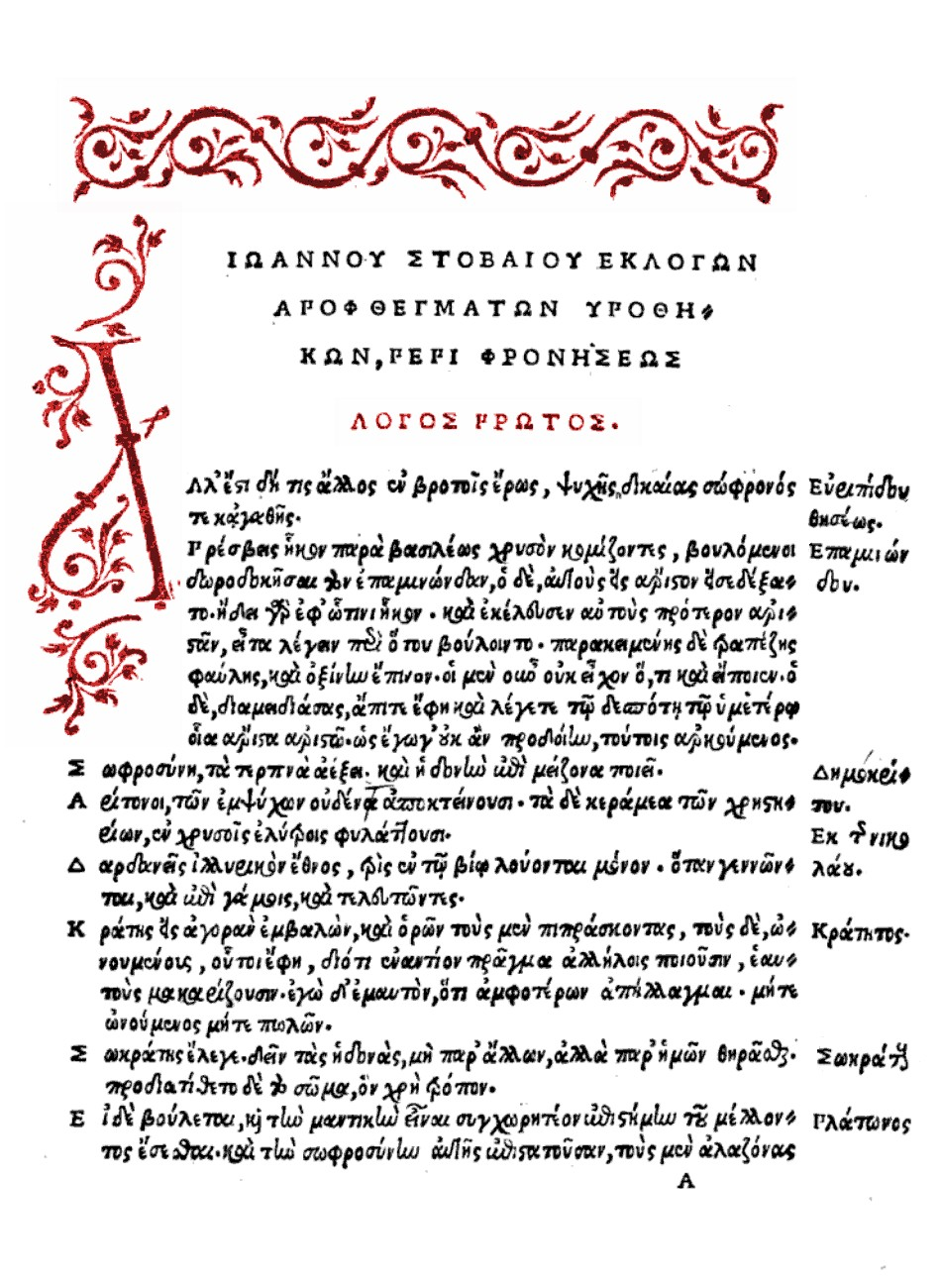
الصفحة الأولى من «المختارات» - طبعة Trincavelli 1536 م.

استوبايوس (القرن 5 الميلادي) هو مصنف أكبر مجموعة من الأقوال المنسوبة إلى الفلاسفة والأدباء اليونانيون، وعنوانها حسب سودا Suda هو: «مختارات» وحسب فوتيوس «نصائح وآداب مختارة».
ولما كان آخر مؤلف ذكره هو ثامسطيوس ولم يذكر أي كاتب نصراني، فمن المرجح أنه عاش في أوائل القرن الخامس الميلادي وقد ولد في «اسطوبا»، وهي مدينة في مقدونيا، واليها نسب.

## روابط خارجية
- استوبايوس على موقع إن إن دي بي (الإنجليزية)